# Choi Kyu-Bon
Choi Kyu-Bon es un deportista surcoreano que compitió en judo. Ganó una medalla de oro en el Campeonato Asiático de Judo de 1970, en la categoría de –80 kg.

## Palmarés internacional
| Campeonato Asiático | Campeonato Asiático | Campeonato Asiático | Campeonato Asiático |
| Año                 | Lugar               | Medalla             | Categoría           |
| ------------------- | ------------------- | ------------------- | ------------------- |
| 1970                | Kaohsiung (Taiwán)  | Medalla de oro      | –80 kg              |